# Ottomar Anton
Pour les articles homonymes, voir Anton.
Ottomar Carl Joseph Anton, né le 15 décembre 1895 à Hambourg et mort le 7 novembre 1976 dans cette même ville, est un peintre allemand, graphiste et professeur à l'université.
Il est connu pour ses affiches pour plusieurs compagnies maritimes mais également pour celles de la propagande de la Waffen-SS.

## Biographie
Fils d'un marchand, Ottomar Anton fait l'école nationale des arts appliqués, aujourd'hui l'université des Beaux-Arts de Hambourg. Il complète plus tard sa formation en travaillant à l'Institut d'affiches Arno Kypke à Hambourg, où il est chef du studio après la Première Guerre mondiale. En 1921, il devient graphiste indépendant et part en voyage d'étude en Scandinavie, en Europe du Sud et en Afrique du Nord. En 1933, il rejoint le Parti nazi (NSDAP) et est nommé peu après en tant que professeur à l'École d'art nordique à Brême, où il enseignera jusqu'à la fin de la guerre. En 1936, il rejoint la SS pour laquelle il conçoit de nombreuses affiches de propagande dont pour la Waffen-SS. Il aura plusieurs commandes du Ministère du Reich à l'Éducation du peuple et à la Propagande .
Après la guerre, Anton est interné jusqu'en mars 1946, puis, libéré, il connait de nouveau le succès comme artiste commercial pour de nombreuses entreprises.
Il meurt en novembre 1976, à 80 ans, dans sa ville natale. Il est inhumé dans le cimetière d'Ohlsdorf à Hambourg. 

## Œuvres
Il est particulièrement connu pour son travail graphique publicitaire à partir du milieu des années 1920. Il crée de nombreuses affiches pour diverses compagnies de navigation, telles que la Cunard Line, la Hamburg America Line, la Hamburg Süd, mais aussi pour la compagnie allemande aérienne Deutsche Zeppelin Reederei (en).
En 1936, il conçoit l'affiche officielle pour les compétitions de voile des Jeux Olympiques de 1936 qui se déroulent à Kiel ainsi que l'affiche de la Semaine de Kiel cette même année. Beaucoup de ses affiches publicitaires de cette période comprenait une signature "O Anton" imprimée en forme de logo, partiellement avec l'ajout de la mention de Hambourg.

Au cours de la Seconde Guerre mondiale Anton reçoit des commandes du Reich et il conçoit aussi le matériel de propagande de la Waffen-SS. Ainsi entre mars 1941 et fin 1943, il conçoit ses affiches de recrutement, son style épuré ayant été jugé plus séduisant que celui de l'autre affichiste du Reich Hans Schweitzer alias Mjölnir. Dans l'exposition d'artistes allemands et de la SS de 1944 à Wroclaw et Salzbourg, il expose une représentation des pionniers de la Waffen-SS. Il réalise en 1944 pour la Reichspost une série finale[Quoi ?] de timbres intitulée "Jour des Héros". Pour son travail, Anton a remporté plusieurs prix à l'époque nazie.
Son travail après 1945, comprend entre autres le logo actuel de l'eau de Cologne 4711.